# Polany (rejon wilejski)
Polany (biał. Паляны; ros. Поляны) – wieś na Białorusi, w obwodzie mińskim, w rejonie wilejskim, w sielsowiecie Ludwinowo.

## Historia
W czasach zaborów wieś w okręgu wiejskim Sosnowszczyan, w gminie Serwecz, w powiecie wilejskim, w guberni wileńskiej Imperium Rosyjskiego. W 1866 roku liczyła 117 mieszkańców (42 dusze rewizyjne) w 10 domach, należała do dóbr Sosnowszczyzna, własność Kozłowskich.
W latach 1921–1945 zaścianek leżał w Polsce, w województwie wileńskim, w powiecie wilejskim, w gminie Olkowicze, od 1926 roku w gminie Dołhinów.
Według Powszechnego Spisu Ludności z 1921 roku zamieszkiwały tu 233 osoby, 188 było wyznania rzymskokatolickiego a 45 prawosławnego. Jednocześnie 150 mieszkańców zadeklarowało polską, 83 białoruską przynależność narodową. Były tu 34 budynki mieszkalne. W 1931 w 41 domach zamieszkiwały 244 osoby.
Wierni należeli do parafii rzymskokatolickiej w Spasie i prawosławnej w Dołhinowie. Miejscowość podlegała pod Sąd Grodzki w Dołhinowie i Okręgowy w Wilnie; właściwy urząd pocztowy mieścił się w Dołhinowie.
W wyniku napaści ZSRR na Polskę we wrześniu 1939 miejscowość znalazła się pod okupacją sowiecką. 2 listopada została włączona do Białoruskiej SRR. Od czerwca 1941 roku pod okupacją niemiecką. W 1944 miejscowość została ponownie zajęta przez wojska sowieckie i włączona do Białoruskiej SRR.
Od 1991 w składzie niepodległej Białorusi.
Do 2013 w sielsowiecie Ścieszyce.